# Cephalozia biloba
Cephalozia biloba là một loài rêu trong họ Cephaloziaceae. Loài này được Lindb. mô tả khoa học đầu tiên năm 1882.